# Ralphe Armstrong
Ralphe Armstrong (* 17. Mai 1956 in Detroit) ist ein US-amerikanischer Fusion- und Jazz-Bassist.

## Leben und Wirken
Armstrong hatte eine klassische Ausbildung an der Michigan Interlochen School of Fine Arts; er wurde mit 17 Jahren Mitte der 1970er-Jahre Mitglied des Mahavishnu Orchestra, an dessen Alben Apocalypse, Visions of the Emerald Beyond und Inner Worlds er mitwirkte. In Detroit arbeitete er in den folgenden Jahren mit Phil Ranelin, Dr. Lonnie Smith, ferner mit Bennie Maupin (Cosmic Passenger, 1976) und Jean-Luc Ponty (Enigmatic Ocean, 1977). In den 1980er- und 90er-Jahren spielte er auch bei Eddie Harris, Earl Klugh, Geri Allen (The Gathering) und der Michigan Jazz Masters (um Marcus Belgrave, Wendell Harrison und Harold McKinney) mit. Ein Mitschnitt vom Detroit Jazz Festival erschien 2014 auf dem Album HomeBASS.
2001 trat er mit James Carter in Baker’s Keyboard Lounge auf. Im Bereich des Jazz war er zwischen 1974 und 2013 an 28 Aufnahmesessions beteiligt,
Außerhalb des Jazz auch bei Dave Mason, Aretha Franklin und Patti Austin. Ferner arbeitet er als Theatermusiker in Detroit und unterrichtet Bass am Oberlin Conservatory.